# Louis Quentin

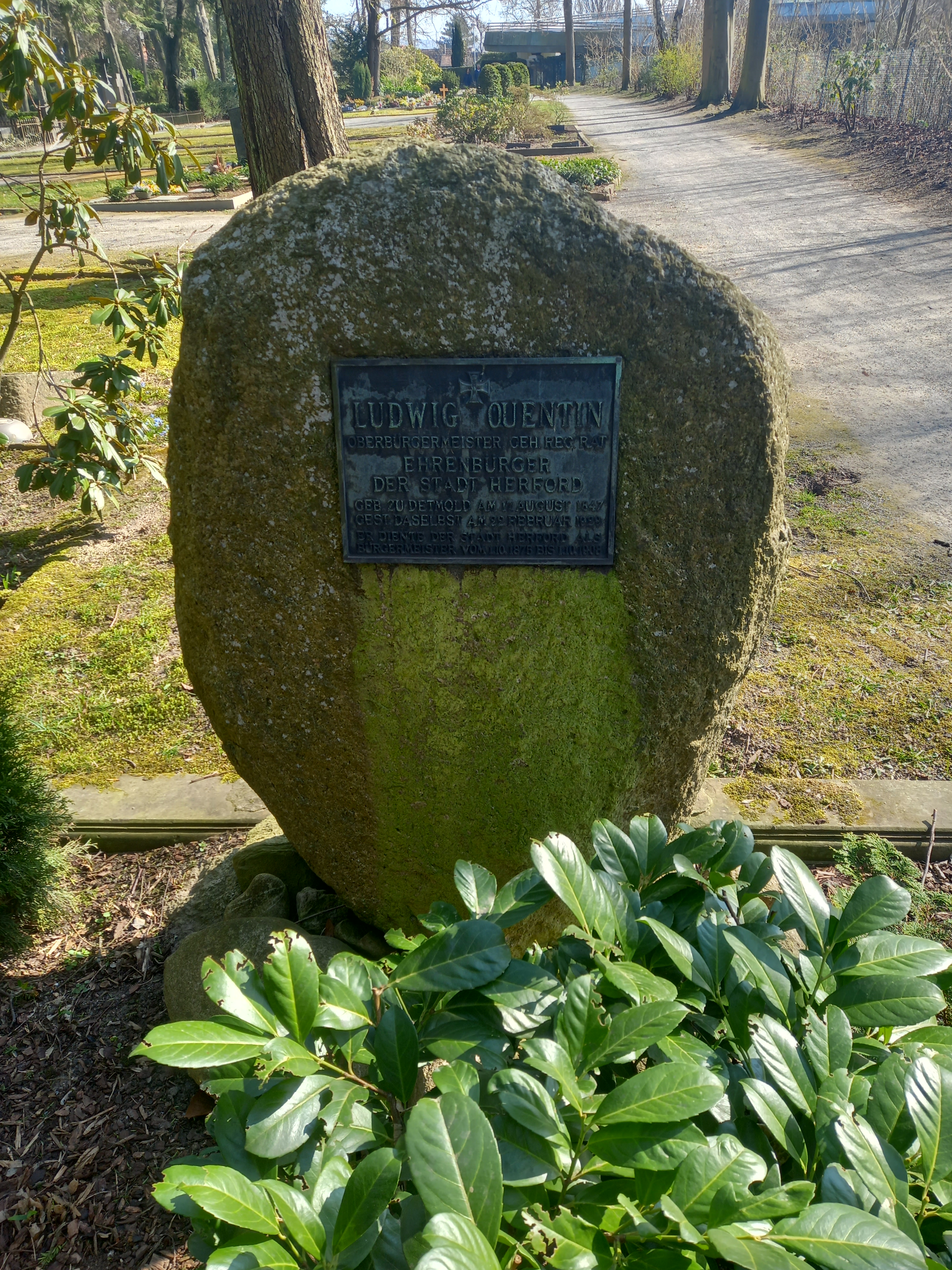
Das Grab von Louis Quentin (Schreibweise des Vornamens hier Ludwig) im Familiengrab auf dem Friedhof Hermannstraße in Herford

Louis Quentin (* 17. August 1847 in Detmold; † 22. Februar 1929 ebenda) war Oberbürgermeister von Herford.

## Leben
Quentin war der Sohn eines Hofapothekers und Medizinalrats in Detmold. Er begann an der Ruprecht-Karls-Universität Heidelberg Rechtswissenschaft zu studieren und wurde 1867 im Corps Vandalia Heidelberg aktiv. Als Inaktiver wechselte er an die Friedrich-Wilhelms-Universität zu Berlin.
1869 kehrte er als Auditor in seine Heimatstadt Detmold zurück. Am Frankreich-Feldzug nahm er als Leutnant der Reserve im 55. Infanterie-Regiment teil. Nach dem Assessorexamen (1873) ließ er sich als Rechtsanwalt in Lage nieder. 1874 wurde er Zweiter Bürgermeister in Bochum, 1875 Erster Bürgermeister und 1902 Oberbürgermeister in Herford. 1895 wurde er in einer Ersatzwahl für den zurückgetretenen Abgeordneten Freiherr von Hammerstein für den Wahlkreis Minden 2 (Herford–Halle) in den Reichstag gewählt, dem bis 1907 angehörte. 1908 trat er unter Verleihung des Charakters als Geheimer Regierungsrat in den Ruhestand.
Sein Sohn Eberhard (1878–1958) war von Dezember 1924 bis Anfang 1928 Bürgermeister der Stadt Bad Salzuflen.